# Comisión Interamericana de Mujeres
La Comisión Interamericana de Mujeres (CIM) es el principal foro generador de políticas hemisféricas para la promoción de los derechos de las mujeres y la igualdad de género. Fue creada en 1928 por la Sexta Conferencia Panamericana subrayando la importancia de la inclusión social de las mujeres para el fortalecimiento de la democracia y del desarrollo humano en las Américas. La CIM fue el primer órgano intergubernamental creado para promover los derechos humanos de las mujeres, continuó en 1933 y en 1938 se convirtió en una organización permanente. Desde la creación de la Organización de los Estados Americanos en 1948, la CIM quedó bajo su paraguas, encargándose de la perspectiva de género y los derechos de las mujeres en el seno de esta entidad.
Fue la primera organización internacional en presentar una resolución sobre el sufragio para las mujeres en 1933. También fue la primera organización en presentar un tratado que se adoptó sobre los derechos de las mujeres: la Convención sobre la Nacionalidad de la Mujer de 1933, que estipulaba que el matrimonio no afectar la nacionalidad. Las mujeres de la CIM presentaron una resolución y obtuvieron el primer reconocimiento internacional de los derechos políticos y civiles de las mujeres (1938). También investigaron y prepararon la primera resolución sobre violencia contra la mujer que fue aprobada con el nombre de la Convención de 1994 de Belém do Pará. Se basaron en una estrategia que han seguido las mujeres delegadas de la CIM: al alcanzar acuerdos internacionales, pueden presionar el cambio en sus países de origen para cumplir con esas resoluciones.
La CIM tiene su sede en el Distrito de Columbia. Desde agosto de 2019 su Secretaria Ejecutiva es la costarricense Alejandra Mora Mora sucediendo a Carmen Moreno Toscano (2009 -2019).

## Antecedentes
A finales del siglo XIX el mayor acceso de las mujeres a la educación, la creación de escuelas normales y su trabajo como maestras permitió un aumento de las publicaciones en defensa de los derechos de las mujeres. Las maestras fueron el núcleo de los primeros grupos feministas que articularon una crítica a la sociedad protestando contra la desigualdad en la condición jurídica de la mujer y limitado acceso al poder político y económico.

## Historia

### Fundación

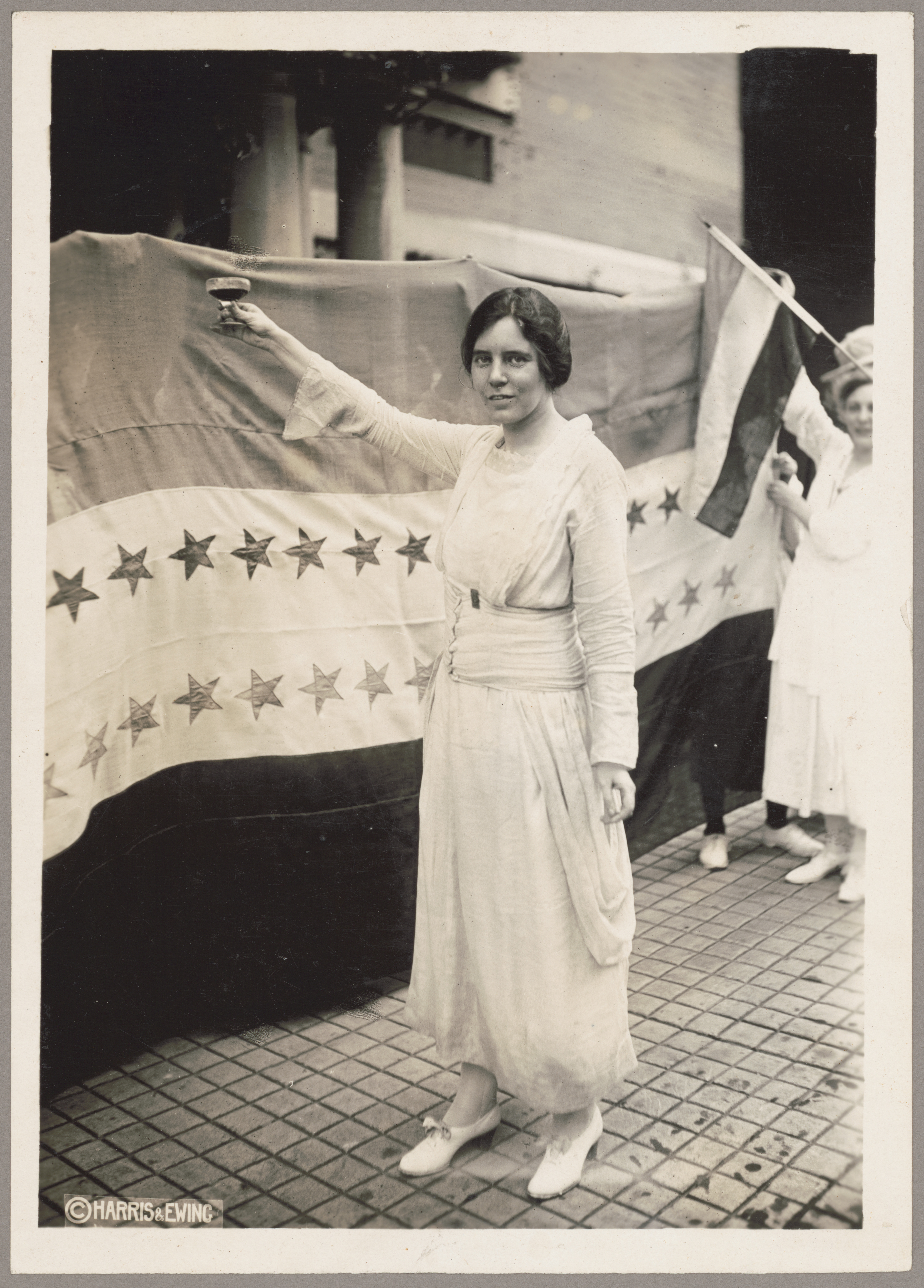
Alice Paul

Cuando se supo que uno de los tres temas que se debatirán en la reunión de la Liga de las Naciones de 1930 sería el tema de la nacionalidad y cómo se podría codificar en el derecho internacional, Doris Stevens, una conocida feminista de Estados Unidos determinó que la primera prioridad de las feministas debería ser estudiar cómo el derecho afectaba la nacionalidad de las mujeres. Por ejemplo, en ese momento, al casarse, una mujer británica habría perdido su ciudadanía británica si se hubiera casado con un argentino, pero como la ley argentina no le confirió la ciudadanía para el matrimonio, quedó apátrida. Stevens trabajó con Alice Paul del Partido Nacional de la Mujer de los Estados Unidos para revisar y preparar un informe evaluando cómo las leyes afectaron a las mujeres. Las mujeres compilaron un informe monumental, que indexó todas las leyes que controlaban la nacionalidad de las mujeres de cada país en su idioma nativo y la traducción de cada ley en una página adjunta.
Stevens pasó tres meses en Europa reuniéndose con mujeres líderes y compilando información. Se reunió con Luisa Baralt de La Habana, Ellen Gleditsch de Oslo, Chrystal Macmillan y Sybil Thomas, Vizcondesa Rhondda del Reino Unido, la Marquesa del Ter de España, Maria Vérone de Francia y Hélène Vacaresco de Rumania, así como con varias representantes de la Federación Internacional de Mujeres Universitarias y otros grupos. Realizó reuniones públicas para discutir la cuestión de la nacionalidad en Ginebra, Londres y París y asistió a una reunión en la Asamblea de la Liga de las Naciones para obtener la aprobación de una resolución para que los gobiernos asistieran a una reunión sobre la codificación de las leyes y alentándoles a incluir a las mujeres. en sus delegaciones. La resolución fue presentada y aprobada por unanimidad. En previsión de una reunión cooperativa entre mujeres en Europa y América, se realizó una conferencia en la Unión Panamericana para presentar el tema de la nacionalidad de las mujeres.
Como resultado, el órgano rector de la Unión Panamericana creó la Comisión Interamericana de Mujeres en su reunión en La Habana el 4 de abril de 1928. La disposición requería una comisión compuesta por siete mujeres de los países de las Américas y que esas mujeres revisaran los datos y prepararan información para permitir que la Séptima Conferencia Panamericana considerara la igualdad civil y política de las mujeres en la región. También pidió la expansión de la comisión para finalmente tener una persona delegada para cada país en la Unión Panamericana. Stevens fue elegida presidenta y los otros seis países fueron seleccionados por sorteo: Argentina, Colombia, El Salvador, Haití, Panamá y Venezuela. Las delegadas designadas fueron:  Ernestina A. López de Argentina, María Elena de Hinestrosa de Colombia, María Alvárez de Guillén Rivas de El Salvador, Alice Téligny Mathon de Haití, Clara González de Panamá y Lucila Luciani de Pérez Díaz de Venezuela.

### 1930 reunión de La Habana
La sede de la CIM se ubicaría en Washington D. C. en las oficinas de la Unión Panamericana, pero no había personal organizado y solo algunas de las mujeres contaban con el respaldo de sus gobiernos. La mayoría fueron elegidas por las organizaciones de mujeres en sus países. Para fomentar la unidad y la continuidad en curso, las mujeres decidieron reunirse cada dos años, además de reunirse para las conferencias panamericanas programadas. Como tal, la primera reunión se celebró en La Habana en 1930. Las participantes fueron, Flora de Oliveira Lima (Brasil), Aída Parada (Chile), Lydia Fernández (Costa Rica), Elena Mederos (Cuba), Gloria Moya de Jiménez (República Dominicana), Irene de Peyré (Guatemala), Margarita Robles de Mendoza (México), Juanita Molina de Fromen (Nicaragua), Clara González (Panamá), Teresa Obregoso de Prevost (Perú) y Doris Stevens (Estados Unidos). Como sus gobiernos no proporcionaron fondos para su asistencia, solo las mujeres de Cuba, República Dominicana, Nicaragua, Panamá, Estados Unidos y las delegadas Alicia Ricode de Herrera (Colombia), Fernando Dennis (Haití), El Salvador por poder y Cecilia Herrera de Olavarría (Venezuela) pudieron asistir. Un grupo de psiquiatras, que habían preguntado si podían asistir y observar la reunión, intimidó a las mujeres y poco se logró.

### 1933 ampliación
En la Séptima Conferencia Panamericana, celebrada en Montevideo, Uruguay, las mujeres presentaron su análisis de la situación legal de las mujeres en cada uno de los veintiún países de la Unión Panamericana. Fue el primer informe que estudió en detalle los derechos civiles y políticos de las mujeres y fue preparado únicamente por mujeres. Fue además la primera conferencia en la que podía verse a mujeres en las delegaciones. La conferencia consideró y rechazó el Tratado Sobre la Igualdad de Derechos para las Mujeres, aunque fue firmado por Cuba, Ecuador, Paraguay y Uruguay. Tres de esos estados ya habían otorgado el sufragio a las mujeres, y ninguno de los cuatro ratificó el Tratado después de la conferencia. Sin embargo en el marco de la historia las mujeres habían presentado la primera resolución internacional para recomendar el sufragio femenino.
Las mujeres presentaron sus materiales que mostraban la disparidad entre los derechos de hombres y mujeres. Por ejemplo, en 16 países de las Américas las mujeres no podían votar en absoluto, en dos países podían votar con restricciones y en tres países tenían derechos de voto en igualdad. En 19 de los países Americanos, las mujeres no tenían los mismos derechos de custodia de sus hijos, incluyendo a  7 estados de EE. UU, solo 2 países permitían la autoridad conjunta a las mujeres de sus propios hijos. Ninguno de los países latinoamericanos permitió que las mujeres formaran parte de jurados y 27 estados de EE. UU. prohibieron a las mujeres participar en ellos. Los motivos de divorcio en 14 países y 28 estados eran dispares para hombres y mujeres y una mujer no podía administrar su propia propiedad por separado en trece países y dos estados de Estados Unidos.
La conferencia revisó los datos y aprobó el primer acuerdo internacional adoptado sobre los derechos de la mujer: la Convención sobre la Nacionalidad de la Mujer. El instrumento dejó en claro que si una mujer se casara con un hombre de una nacionalidad diferente, podía mantener su ciudadanía. La frase específica era: "No habrá distinción basada en el sexo con respecto a la nacionalidad". Además, la conferencia aprobó la Convención sobre la Nacionalidad que estableció que ni el matrimonio ni el divorcio podrían afectar la nacionalidad de los miembros de una familia, extendiendo la protección de la ciudadanía también a los niños también. La administración Roosevelt argumentó que el trabajo de las mujeres se había completado. En vez de votar por la continuidad de la CIM, la Conferencia votó de manera unánime con la excepción de Argentina, para bloquear la propuesta de Estados Unidos de cerrar el trabajo.

### 1938 estatus permanente
En la Conferencia de los Estados Panamericanos de 1938, celebrada en Lima, Perú, la delegación de Estados Unidos presentó dos resoluciones. La primera, que en realidad tenía como objetivo arrebatar el control de la CIM a Doris Stevens, propuso reorganizar la Comisión Interamericana de Mujeres, hacerla permanente y dar a cada gobierno los medios para nombrar a su propio representante "oficial". Sin tener en cuenta la falta de apoyo de los otros delegados, la administración Roosevelt sostuvo que Stevens no era una representante oficial de los EE. UU. ya que había sido nombrada por la Unión Panamericana y designó a Mary Nelson Winslow de la Oficina de la Mujer del Departamento de Trabajo de los EE. UU. como su delegada. Finalmente, se adoptó la iniciativa estadounidense y la CIM se reorganizó por completo entre 1938 y 1940 como comisión subsidiaria de la Unión Panamericana. Perdió su autonomía convirtiéndose en una entidad gubernamental oficial sujeta a los objetivos del estado, pero obtuvo financiación y apoyo oficiales.
La otra fue una resolución que respaldaba la legislación de protección para las mujeres. Feminismo Peruano ZAC, la principal organización de sufragio en Perú, tomó públicamente una posición similar a la de Estados Unidos y se separó de la posición oficial de Stevens y CIM para respaldar el Tratado de Igualdad de Derechos. Las mujeres peruanas, abogaron por el sufragio en términos de protección de los valores tradicionales de la iglesia, la familia, la caridad y el honor. Dando a las mujeres el voto para que pudieran ayudar a proteger estos objetivos fundamentales de la nación, la Declaración de Lima a favor de los Derechos de las Mujeres propuso que los derechos de las mujeres incluyan "un tratamiento político sobre la base de la igualdad con los hombres, [y] para el disfrute de igualdad en cuanto al estado civil ... a la plena protección y oportunidad de trabajo, [y] a la protección más amplia como madres ". La resolución fue aprobada y fue el primer reconocimiento internacional de los derechos políticos y civiles de las mujeres que abrió el camino para que otras organizaciones internacionales hicieran lo mismo.
Década de 1940
En noviembre de 1939, la sede de la CIM se trasladó a Buenos Aires y la presidencia de la organización pasó de Winslow a Ana Rosa de Martínez Guerrero de Argentina. Durante la década de 1940, el respaldo de los Estados Unidos a los derechos políticos de las mujeres apoyó los objetivos de emancipación de la CIM, que exigía cada vez más a sus delegadas que adoptaran roles proactivos para el sufragio. El derecho al voto de las mujeres se aprobaron en El Salvador en 1939 y en la República Dominicana en 1942. Las delegadas de la CIM redactaron múltiples resoluciones pidiendo a los gobiernos de las Américas que otorgaran el sufragio femenino y la reunión de 1943 requirió que las delegadas trabajaran por los derechos civiles y políticos de las mujeres en sus países de origen en lugar de solo observar e informar sobre el estado de las mujeres. Como incentivo adicional, los boletines comenzaron a mencionar específicamente las actividades de los delegados y delegadas y los progresos realizados. La asamblea de 1944 incluyó mujeres delegadas de 19 de los 21 países miembros de la Unión Panamericana y en 1945, Guatemala y Panamá otorgaron derecho de voto a las mujeres, seguidos de Argentina y Venezuela en 1947. En octubre de 1945, la delegación de la CIM propuso con éxito que la frase "la igualdad de derechos de hombres y mujeres" se insertara en la Carta de las Naciones Unidas, citando el precedente de la Declaración de Lima de 1938.
La novena Conferencia Panamericana, celebrada en Bogotá, Colombia, en 1948 culminó con la aprobación de dos resoluciones: la Convención Interamericana sobre la concesión de derechos políticos a las mujeres y la Convención Interamericana sobre la concesión de los derechos civiles a las mujeres. Con la aprobación de la Conferencia para la creación de la Organización de los Estados Americanos, la CIM quedó bajo su paraguas y se convirtió en un foro internacional para llevar los temas de la mujer al discurso público.

### Desde mediados desigloXXa finales
La presión por el sufragio de todos los Estados miembros continuó siendo un foco para las mujeres hasta principios de la década de 1960, siendo Paraguay el último de los Estados miembros originales en otorgar la emancipación en 1961. Durante las décadas de 1960 a 1990, las adiciones de las Naciones del Caribe ganaron su independencia, se unieron a la OEA y enviaron delegadas a la CIM. Con la incorporación de Belice y Guyana en 1990, la membresía de la organización fue representativa de todas las naciones independientes en las Américas excepto Cuba. 
Canadá se unió como miembro observador en 1972, y el enfoque cambió de derechos de voto a protecciones contra la violencia, y para programas de salud y empleo. En la década de 1970, las perspectivas de género habían surgido con un reconocimiento del sesgo de género en términos de construcción cultural, social e histórica basada en las bases biológicas del sexo. Se reconoció que el sexo biológico en sí mismo no crea disparidad, sino más bien las diferencias percibidas de los roles de género definidos por las culturas y la tradición social. Para que se produzca la igualdad, la CIM reconoció que los sistemas culturales, económicos, políticos y sociales debían ser evaluados y rediseñados para que las mujeres y los hombres se beneficiaran por igual. Presentaron el Plan de Acción Regional, cuyo objetivo era incluir a las mujeres de clase trabajadora e indígenas, así como a las mujeres de clase media, educadas y tradicionales de décadas anteriores. La CIM completó alrededor de 200 proyectos, entre 1975 y 1985, desde la capacitación empresarial hasta la cría de animales, desde la capacitación en liderazgo hasta el desarrollo de habilidades, desde el desarrollo de cooperativas artesanales hasta el desarrollo de sindicatos y desde la prestación de asistencia jurídica hasta la creación de conciencia política y participación.
A fines de la década de 1980, el uso de la violación como arma de guerra por parte de los regímenes oficiales en El Salvador, Haití, Perú y otros lugares de América Latina fue expuesto, obligando a que la violencia contra las mujeres se situara en primera línea del discurso público. A medida que cayeron las dictaduras, las mujeres comenzaron a presionar a sus gobiernos civiles para que abordaran la violencia sistémica contra las mujeres desde Brasil hasta Chile y México. En 1988, la estrategia CIM siguió su modelo de creación de normas internacionales para presionar por el cambio del gobierno local. Con ese fin, las mujeres decidieron redactar una Convención Interamericana centrada en la violencia contra las mujeres y programaron una reunión consultiva especial en 1990. La Consulta Interamericana sobre Mujeres y Violencia de 1990 fue la primera reunión diplomática de este tipo. En la convención, las mujeres evaluaron a fondo el tema de la violencia de género y organizaron posteriormente dos reuniones intergubernamentales de personas expertas para ayudar a aclarar los problemas para redactar una propuesta. El instrumento final, que se conocería como la Convención Belem do Paraá de 1994, fue el primer tratado en abordar la violencia contra las mujeres. Fue presentado en una Asamblea Especial Especial de delegadas y delegados de la CIM en abril de 1994, quienes lo aprobaron y respaldaron su presentación a la Asamblea General de la OEA. Fue adoptada en Belém do Pará, Brasil, en junio de 1994, y ha sido respaldada por 32 de los 34 Estados miembros de la OEA.
Las delegaciones de la CIM continuaron presionando por acuerdos internacionales en todas las Américas para efectuar cambios y proteger a las mujeres. En 1998, adoptaron la Declaración de Santo Domingo, recociendo que los derechos inalienables de las mujeres existen a lo largo de su vida y son una "parte integral e indivisible de los derechos humanos universales".

### Principios delsigloXXI
En 2000 se celebró la primera Reunión Ministerial Hemisférica sobre el Avance de la Mujer y se adoptó un nuevo plan para el nuevo siglo. Treinta y tres de los Estados miembros enviaron delegados y, además, asistieron a la reunión Madeleine Albright, Secretaria de Estado de los Estados Unidos; Gladys Caballero de Arévalo, Vicepresidenta de Honduras; María Eugenia Brizuela de Ávila, Ministra de Relaciones Exteriores de El Salvador; Indranie Chandarpal, Ministra de Servicios Humanos y Seguridad Social de Guyana y Vicepresidenta de la CIM; Graciela Fernández Meijide, Ministra argentina de Desarrollo Social y Medio Ambiente; y Marisabel Rodríguez de Chávez, primera dama de Venezuela. Se adoptó el "Programa Interamericano sobre la Promoción de los Derechos Humanos de la Mujer y la Equidad e Igualdad de Género" con el objetivo de la igualdad legal entre hombres y mujeres. [34]

## Misión
La Comisión Interamericana de la Mujer tiene como misión incidir en la política pública a partir de un enfoque derechos para lograr la ciudadanía plena de las mujeres y la eliminación de la discriminación y la violencia de género.

## Funciones
Entre sus funciones se puede destacar: 
- Apoyar a los Estados miembros, en el cumplimiento de sus respectivos compromisos adquiridos a nivel internacional e interamericano en materia de derechos humanos de las mujeres y equidad e igualdad de género.
- Apoyar los esfuerzos de los Estados miembros para promover el acceso, la participación, la representación, el liderazgo y la incidencia, plenos e igualitarios, de las mujeres en los ámbitos civil, político, económico, social y cultural.
- Contribuir al desarrollo de la jurisprudencia internacional e interamericana sobre los derechos humanos de las mujeres y la equidad e igualdad de género.
- Promover la adopción o adecuación de medidas de carácter legislativo necesarias para eliminar toda forma de discriminación contra las mujeres.

Las siguientes convenciones aprobadas han sido iniciativas de la CIM:
- Convención sobre la Nacionalidad de la Mujer (Montevideo, Uruguay, 1933)
- Convención Interamericana sobre la Concesión de los Derechos Civiles a la Mujer (Bogotá, Colombia, 1948)
- Convención Interamericana sobre la Concesión de los Derechos Políticos a la Mujer (Bogotá, Colombia, 1948)
- Convención Interamericana para Prevenir, Sancionar y Erradicar la Violencia contra la Mujer (Belém do Pará, Brasil,1994)

## Organización de la CIM
La CIM está constituida por 34 Delegadas representando a todos los Estados miembros de la OEA. La Asamblea de Delegadas de la CIM se reúne cada tres años para establecer el programa de trabajo, analizar los logros y elegir su Comité Directivo.

## Asamblea de Delegadas de la CIM
La Asamblea de Delegadas de la CIM reúne, cada dos años, a las Delegadas Titulares de la CIM de cada uno de los Estados miembros de la OEA para examinar temas de preocupación hemisférica y proponer y debatir soluciones políticas y programáticas. Las Delegadas de la CIM son en general las autoridades gubernamentales (ministra, secretaria, asesora, etc.) responsables para los temas de mujer y género dentro de sus propios contextos nacionales.

## Comité Directivo
El Comité Directivo de la CIM está integrado por las Delegadas Titulares de nueve Estados miembros elegidos por votación cada tres años en la Asamblea de Delegadas. El Comité se reúne al menos dos veces al año con el objetivo de dar seguimiento al desarrollo de los mandatos asignados a la Comisión y la implementación de su Plan de Acción. 

### Composición actual
Para el período 2022-2025 el Comité Directivo de la CIM, se compone así:
| Cargo          | Nombre                   | País de procedencia | Período   |
| -------------- | ------------------------ | ------------------- | --------- |
| Presidenta     | Niurka Palacio           | Panamá              | 2022–2025 |
| Vicepresidenta | Antonia Orellana         | Chile               | 2022–2025 |
| Vicepresidenta | Yanci Salmeron de Artiga | El Salvador         | 2022–2025 |
| Vicepresidenta | Virginia Albert-Poyotte  | Santa Lucía         | 2022–2025 |
| Miembro        | Alincia Williams-Grant   | Antigua y Barbuda   | 2022-2025 |
| Miembro        | Aparecida Goncalves      | Brasil              | 2022-2025 |
| Miembro        | Marci Ien                | Canadá              | 2022-2025 |
| Miembro        | Doris García Paredes     | Honduras            | 2022-2025 |
| Miembro        | Mónica Xavier Yelpo      | Uruguay             | 2022-2025 |

## Mecanismo de Seguimiento de la Convención de Belém do Pará (MESECVI)
Ratificación/Adhesión de la Convención Belém do Pará
En el año 2004 se creó el Mecanismo de Seguimiento de Implementación de la Convención de Belém do Pará, conocido como MESECVI. Dicho mecanismo está conformado por dos órganos: la Conferencia de Estados Partes, en la que participan representantes de los Estados, y el Comité de Expertas/os nombrados por los Estados con funciones a título personal. 
El MESECVI es un mecanismo de seguimiento, por lo que no denuncia. Más bien busca promover la aplicación de la Convención Belém do Pará a través de un proceso de evaluación multilateral permanente. Este analiza cuál ha sido el impacto de la Convención en cada región, reconociendo los logros de los Estados Parte en materia de prevención, sanción y erradicación de la violencia contra las mujeres, y a la vez determina los desafíos existentes en la implementación de políticas públicas en esta materia.
Miembros de la Organización de los Estados Americanos que han ratificado la Convención Belém do Pará:
- Antigua y Barbuda
- Argentina
- Bahamas
- Barbados
- Belice
- Bolivia
- Brasil
- Chile
- Colombia
- Costa Rica
- Dominica
- Ecuador
- El Salvador
- Guatemala
- Granada
- Guayana
- Haití
- Honduras
- Jamaica
- México
- Nicaragua
- Panamá
- Paraguay
- Perú
- República Dominicana
- San Cristóbal y Nieves
- San Vicente y las Granadinas
- Santa Lucía
- Surinam
- Trinidad y Tobago
- Uruguay
- Venezuela